# Mistrzostwa Europy w Lekkoatletyce 1938 – sztafeta 4 × 400 m mężczyzn
Sztafeta 4 × 400 metrów mężczyzn była jedną z konkurencji rozgrywanych podczas II Mistrzostw Europy w Paryżu. Rozegrano od razu bieg finałowy 5 września 1938 roku. Zwycięzcą tej konkurencji została sztafeta niemiecka w składzie: Hermann Blazejezak, Manfred Bues, Erich Linnhoff i Rudolf Harbig. W rywalizacji wzięło udział dwudziestu czterech zawodników z sześciu reprezentacji.

## Rekordy
| Rekord świata     | Stany Zjednoczone · (Ivan Fuqua, Edgar Ablowich, Karl Warner, Bill Carr)         | 3:09,2 | Los Angeles, Stany Zjednoczone | 07.08.1932 |
| Rekord Europy     | Wielka Brytania · (Freddie Wolff, Godfrey Rampling, Bill Roberts, Godfrey Brown) | 3:09,0 | Berlin, Niemcy                 | 09.08.1936 |
| Rekord mistrzostw | Niemcy (Helmut Hamann, Hans Scheele, Harry Voigt, Adolf Metzner)                 | 3:14,1 | Turyn, Włochy                  | 09.09.1934 |

## Wyniki
| Miejsce | Reprezentacja   | Zawodnicy                                                                     | Czas   | Uwagi |
| ------- | --------------- | ----------------------------------------------------------------------------- | ------ | ----- |
| 1       | Niemcy          | Hermann Blazejezak, Manfred Bues, Erich Linnhoff, Rudolf Harbig               | 3:13,7 | CR    |
| 2       | Wielka Brytania | Jack Barnes, Alfred Baldwin, Alan Pennington, Godfrey Brown                   | 3:14,9 |       |
| 3       | Szwecja         | Lars Nilsson, Carl-Henrik Gustafsson, Börje Thomasson, Bertil von Wachenfeldt | 3:17,3 |       |
| 4       | Francja         | Joseph Bertolino, André Gardien, Jacques Lévèque, Prudent Joye                | 3:18,3 |       |
| 5       | Włochy          | Angelo Ferrario, Gioacchino Dorascenzi, Otello Spampani, Mario Lanzi          | 3:19,7 |       |
| 6       | Węgry           | Gyula Gyenes, Ferenc Temesvári, József Vadas, János Görkói                    | 3:22,9 |       |